# 張家口市高新技術産業開発区
張家口市高新技術産業開発区（ちょうかこうしこうしんぎじゅつさんぎょうかいはつく）とは、中華人民共和国河北省張家口市に存在する高新技術産業開発区。

## 概要
1992年11月に成立した高新技術産業開発区で、151.85平方キロメートルの面積、141219人の人口を有す。

## 行政区画
この区は2街道、3鎮、1園区、32村、10社区を管理している。
- 街道:南站街道、馬路東街道
- 鎮:老鴉荘鎮、姚家房鎮、沈家屯鎮
- 張家口商貿物流園区